# Hyllievång
Hyllievång är ett nytt bostads- och affärsområde i stadsdelen Hyllie i Malmö som är under byggnation.
Hyllievång ligger i sydvästra Malmö, söder om Holma och Kroksbäck, väster om Pildammsvägen och Lindeborg, på båda sidor om Inre Ringvägen.
Namnet Hyllievång kommer från att marken utgjorde Hyllie bys östra vång fram till enskiftet.

## Beskrivning
Innan området började exploateras 2006 var Hyllie vattentorn områdets enda byggnad av betydelse. Då påbörjades en omfattande utbyggnad. Anslutningar till Citytunneln och en ny järnvägsstation, Hyllie station, har byggts strax söder om vattentornet. Den nya arenan vid namn Malmö Arena, med plats för över 15.000 åskådare, invigdes i november 2008.
I anslutning till stationen utförs storskaliga bostadsbyggen. Till det kommer hotell, shoppingcenter och kontor. Planer på skyskrapor med arbetsnamn som Scandinavian Tower och Malmö Tower har funnits men avskrivits.

## Färdiga projekt
- Malmö Arena (Byggstart 2007, invigd november 2008)
- Citytunneln (Byggstart 2005, invigd december 2010)
- Hyllie station (Byggstart 2007, invigd december 2010)
- Parkeringshus (Byggstart 2009, invigd december 2010)
- Emporia (Byggstart 2007, invigd oktober 2012)
- Trafikplats (Klar december 2012)
- Mässanläggning (Byggstart 2011, invigd februari 2012)
- Malmö Arena Hotell (Byggstart 2013, invigd mars 2015)
- Vattenparken kring Hyllie vattentorn (klart våren 2015)
- Hylliebadet (Byggstart 2013, öppnades hösten 2015)

## Pågående projekt
- Point Hyllie omfattar fyra huskroppar vid Citytunnelns uppgång för station Hyllie.[källa behövs] (Byggstart 2009, planeras färdigt 2019)[uppföljning saknas]
- Klipporna omfattar tre huskroppar med kontorslokaler och butiker.[källa behövs] (Byggstart 2013)
- Hyllie allé omfattar ett bostadsområde med fyra kvarter och har ett flertal olika byggherrar. Gatan Hyllie allé sträcker sig mellan Pildammsvägen och Hyllie stationstorg.[källa behövs] (Byggstart 2014)
- Malmö Arena Tower omfattar en skyskrapa med en höjd om minst 85 m och kommer innehålla kommersiella ytor samt bostäder. (Byggstart 2017)[2]

## Bilder

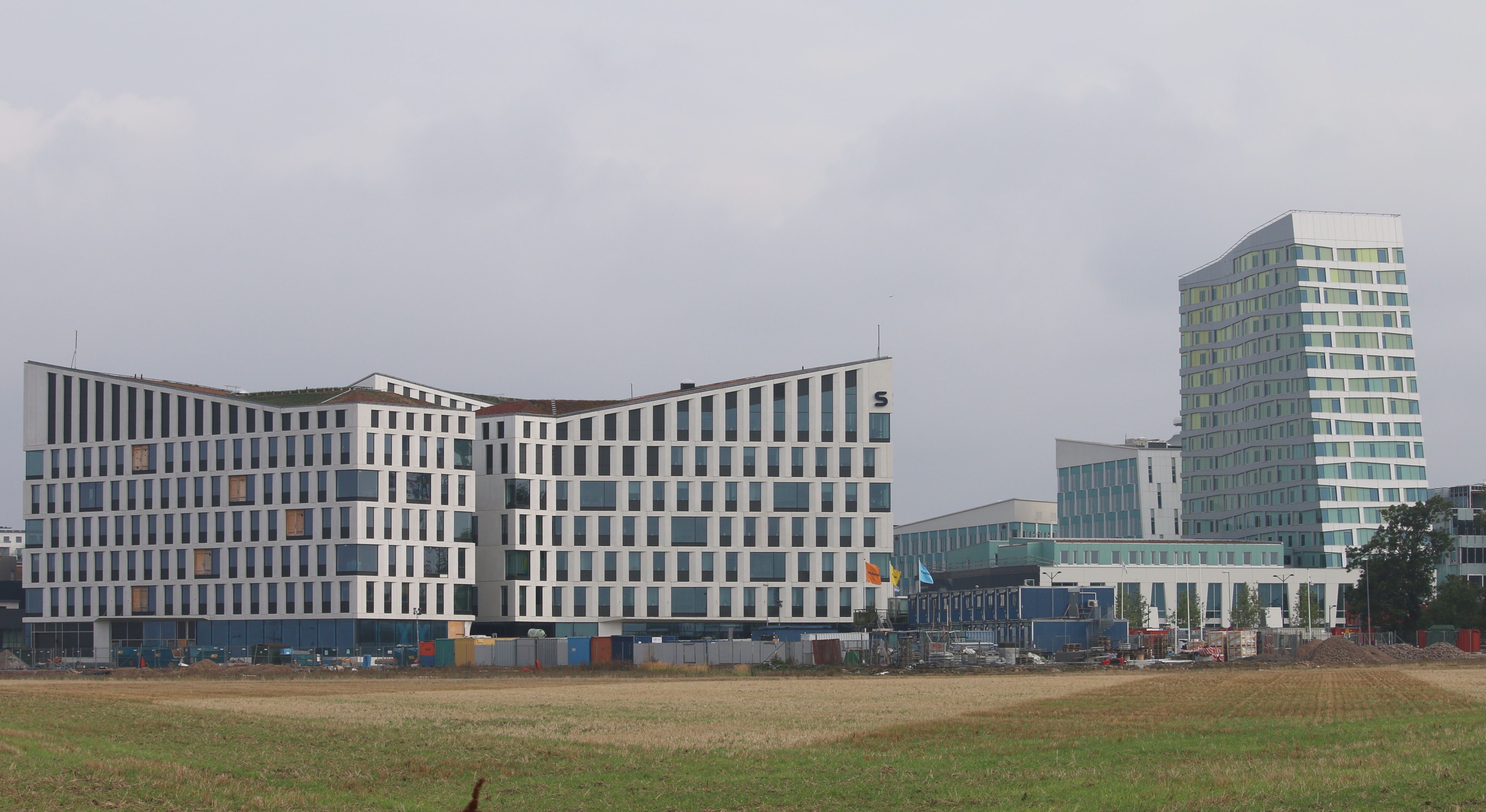
Hyllievång med Klipporna till vänster och Point Hyllie till höger under september 2015
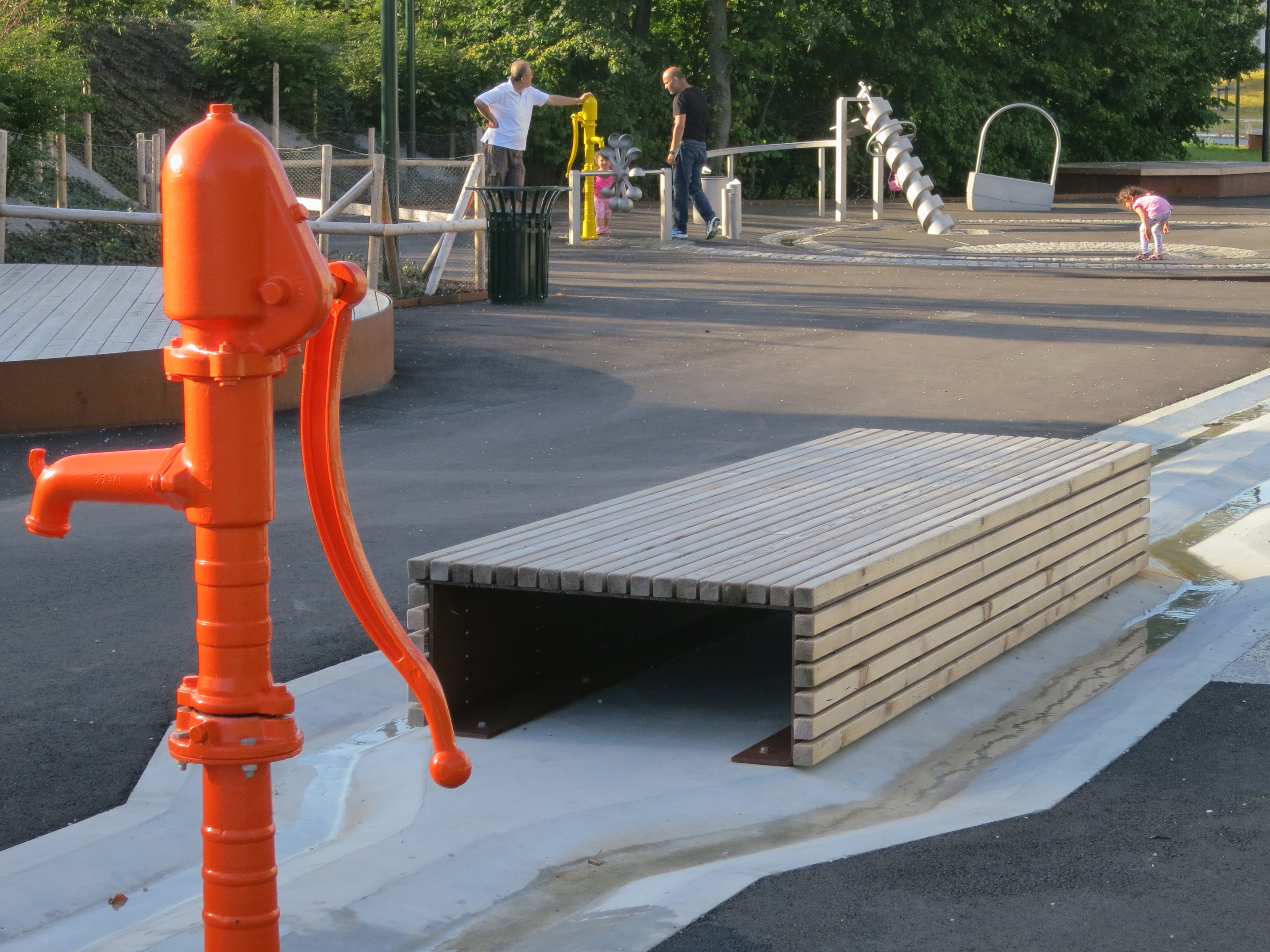
Hyllie vattenpark
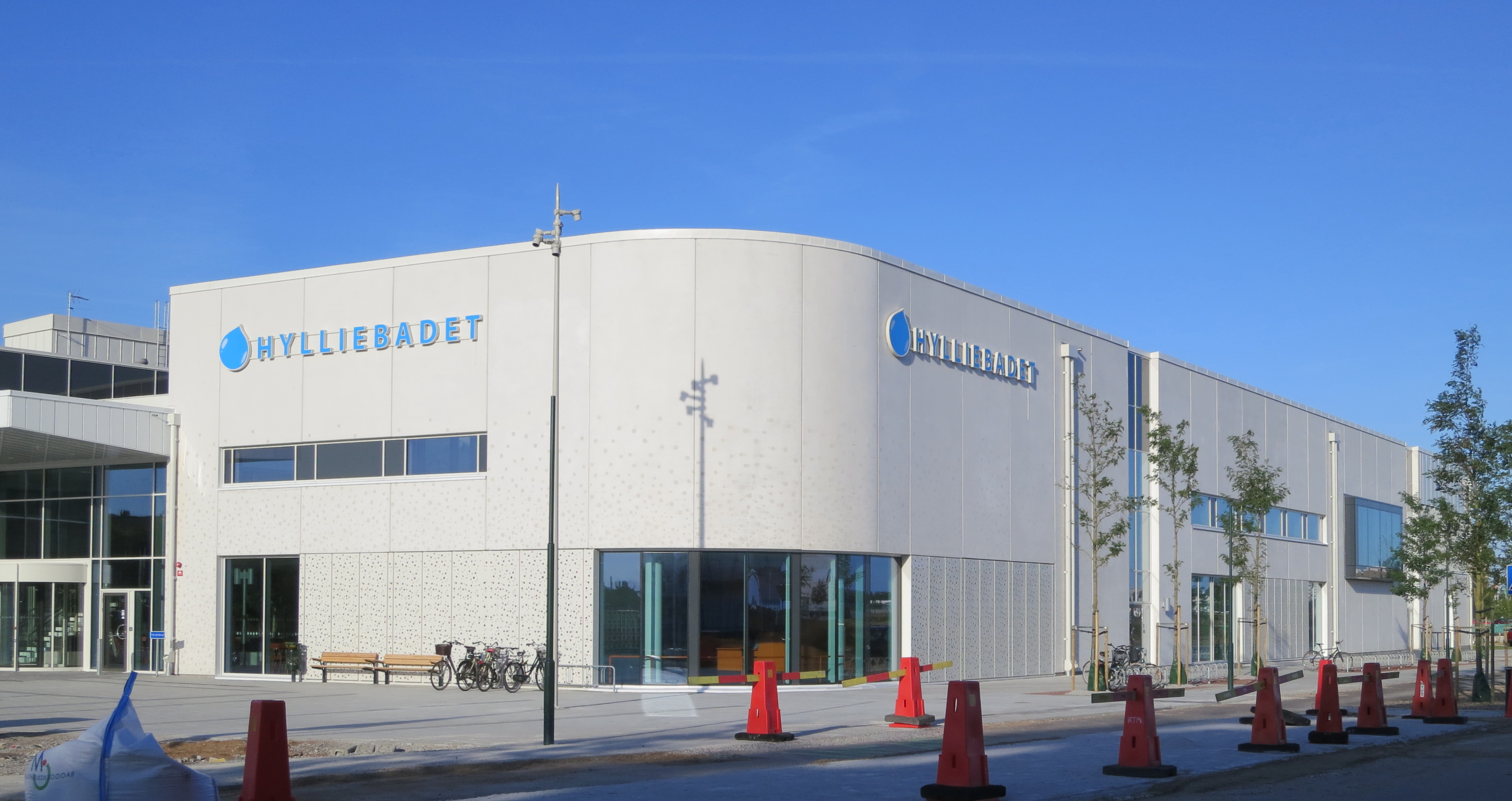
Hylliebadet augusti 2015
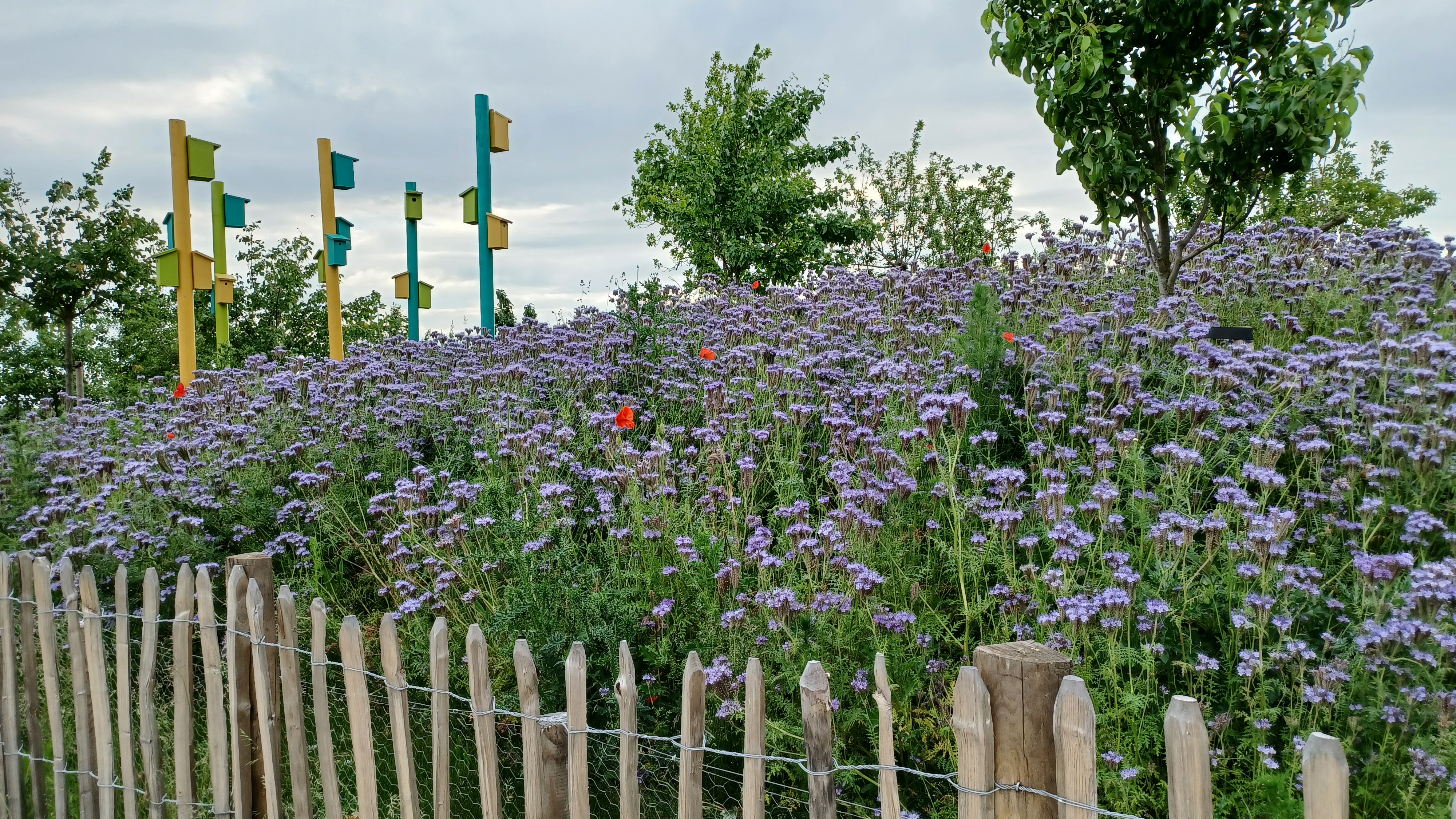
Hyllievångsparken juni 2022
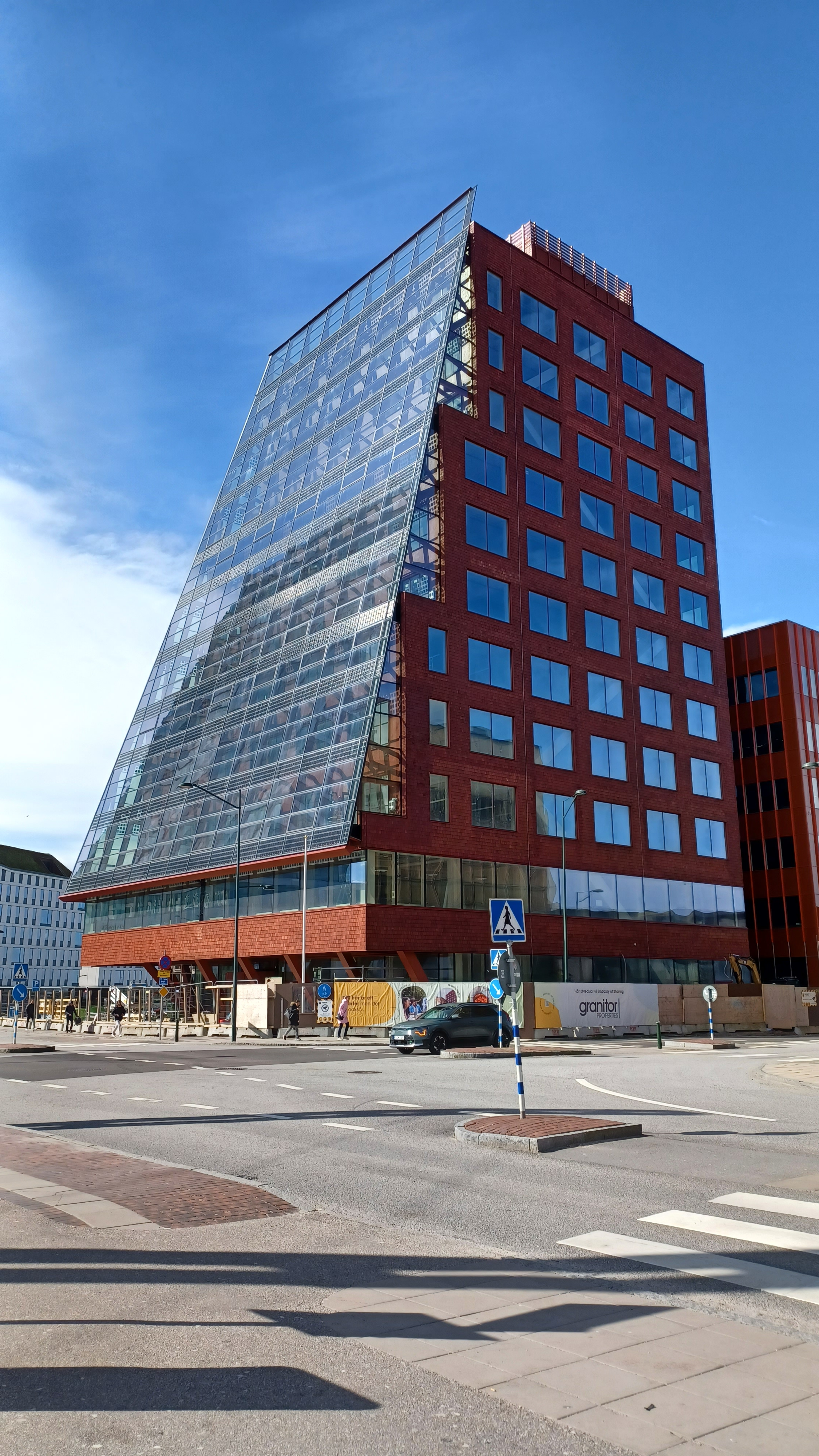
Fyrtornet april 2024
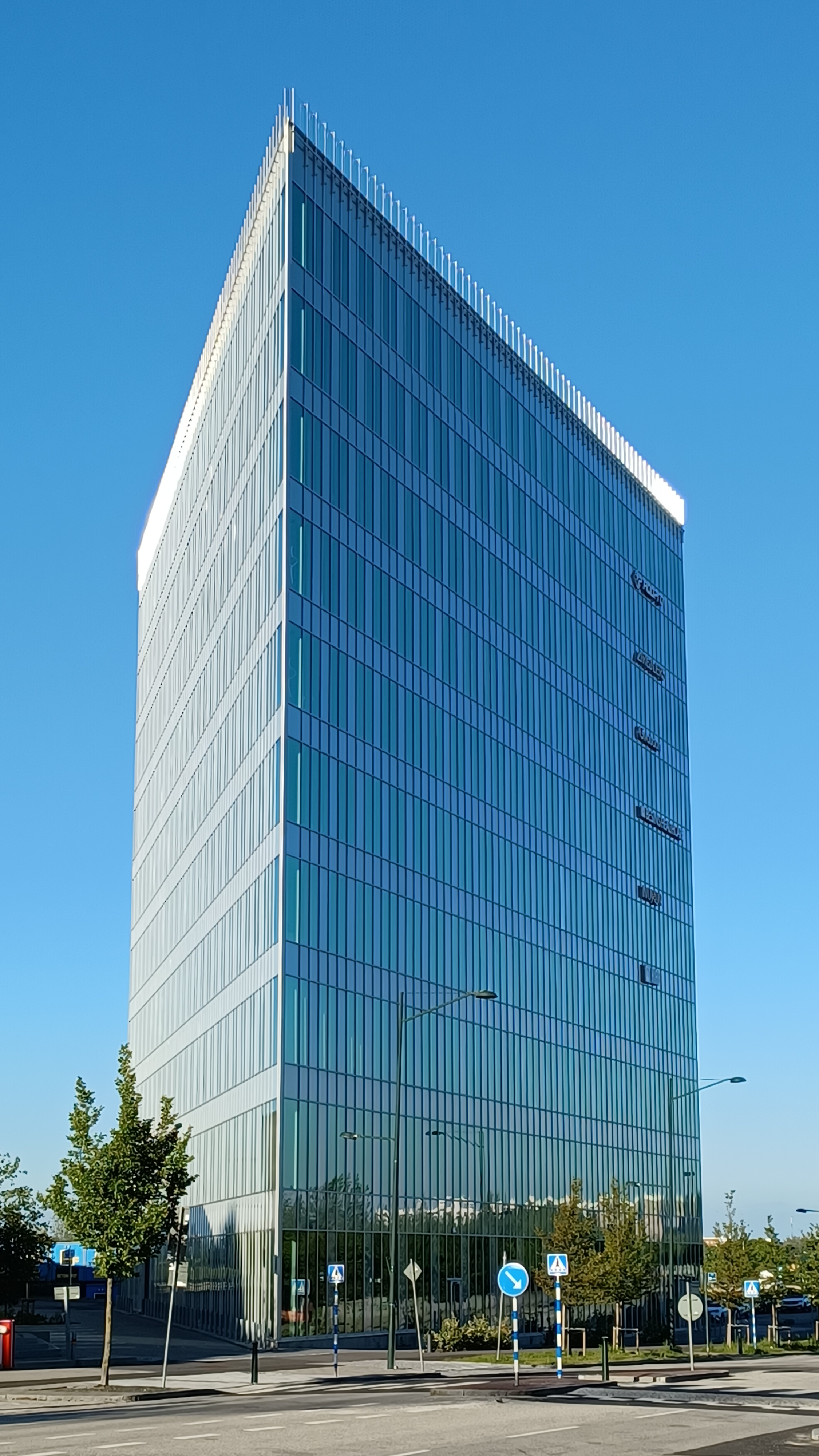
The Edge juni 2022
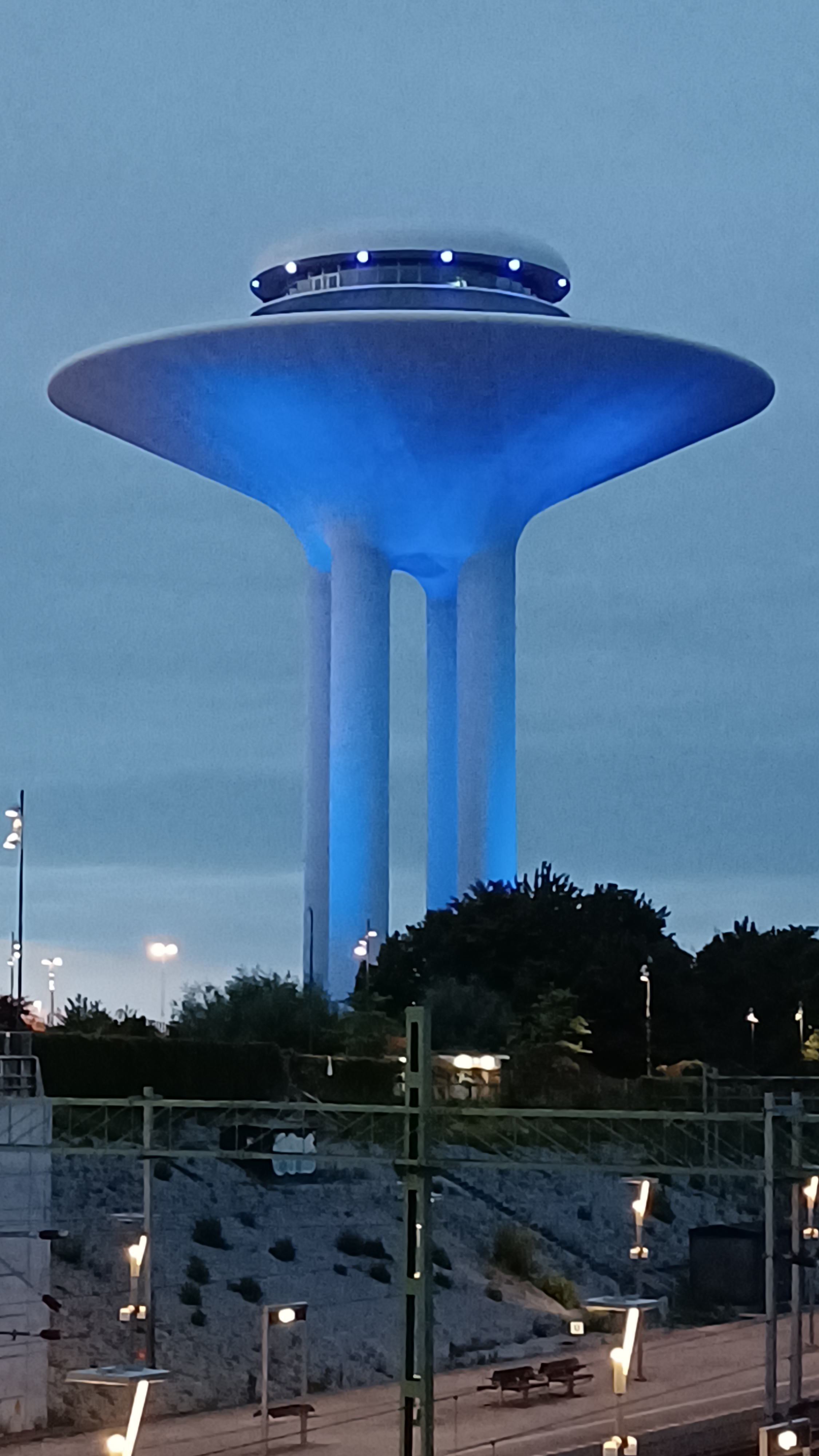
Hyllie vattentorn belyst på kvällen juni 2022
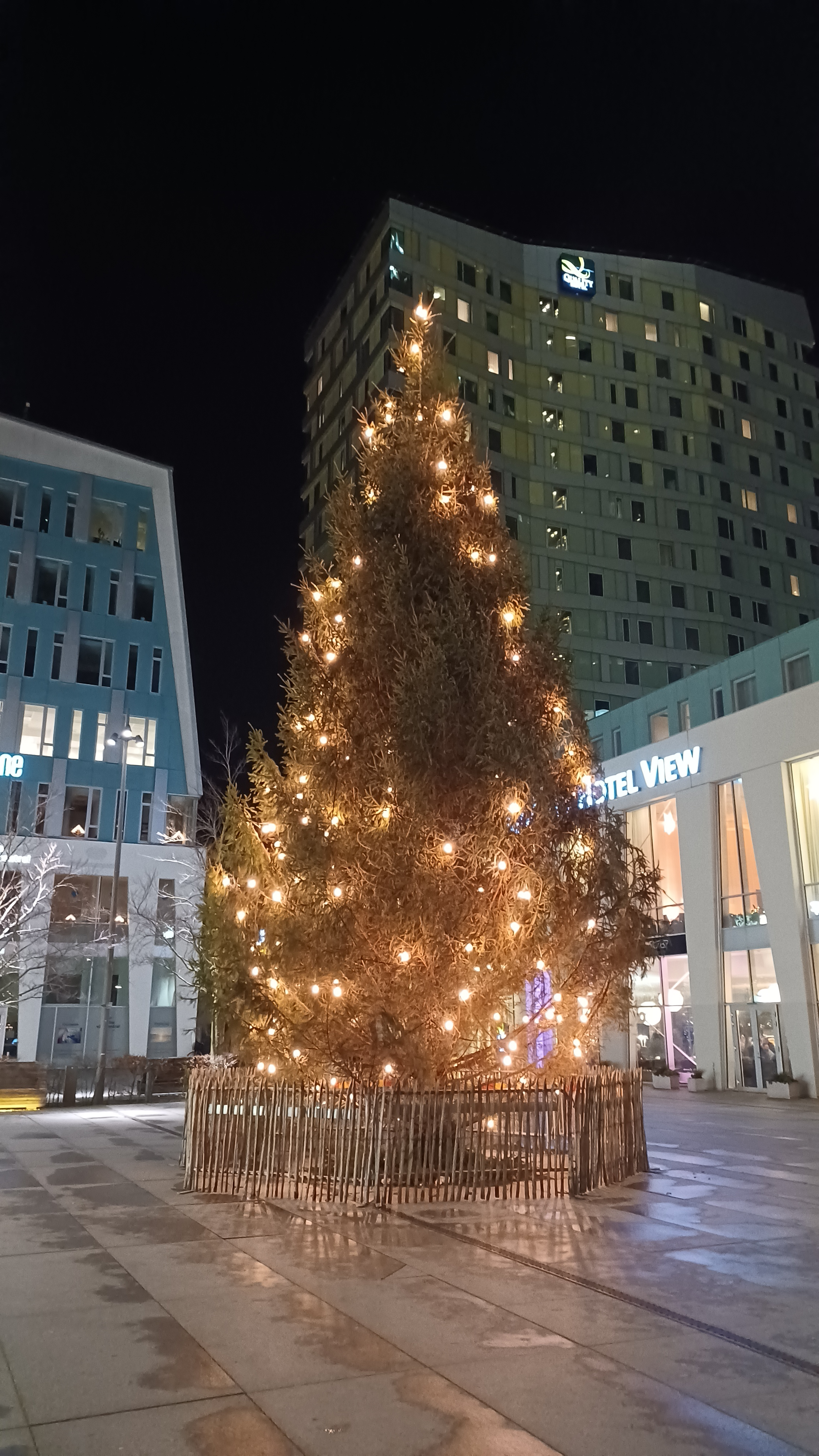
Belyst julgran december 2024